# Daubenya marginata
Daubenya marginata är en sparrisväxtart som först beskrevs av Carl Ludwig von Willdenow och Carl Sigismund Kunth, och fick sitt nu gällande namn av John Charles Manning och A.M.van der Merwe. Daubenya marginata ingår i släktet Daubenya, och familjen sparrisväxter. Inga underarter finns listade i Catalogue of Life.

## Bildgalleri

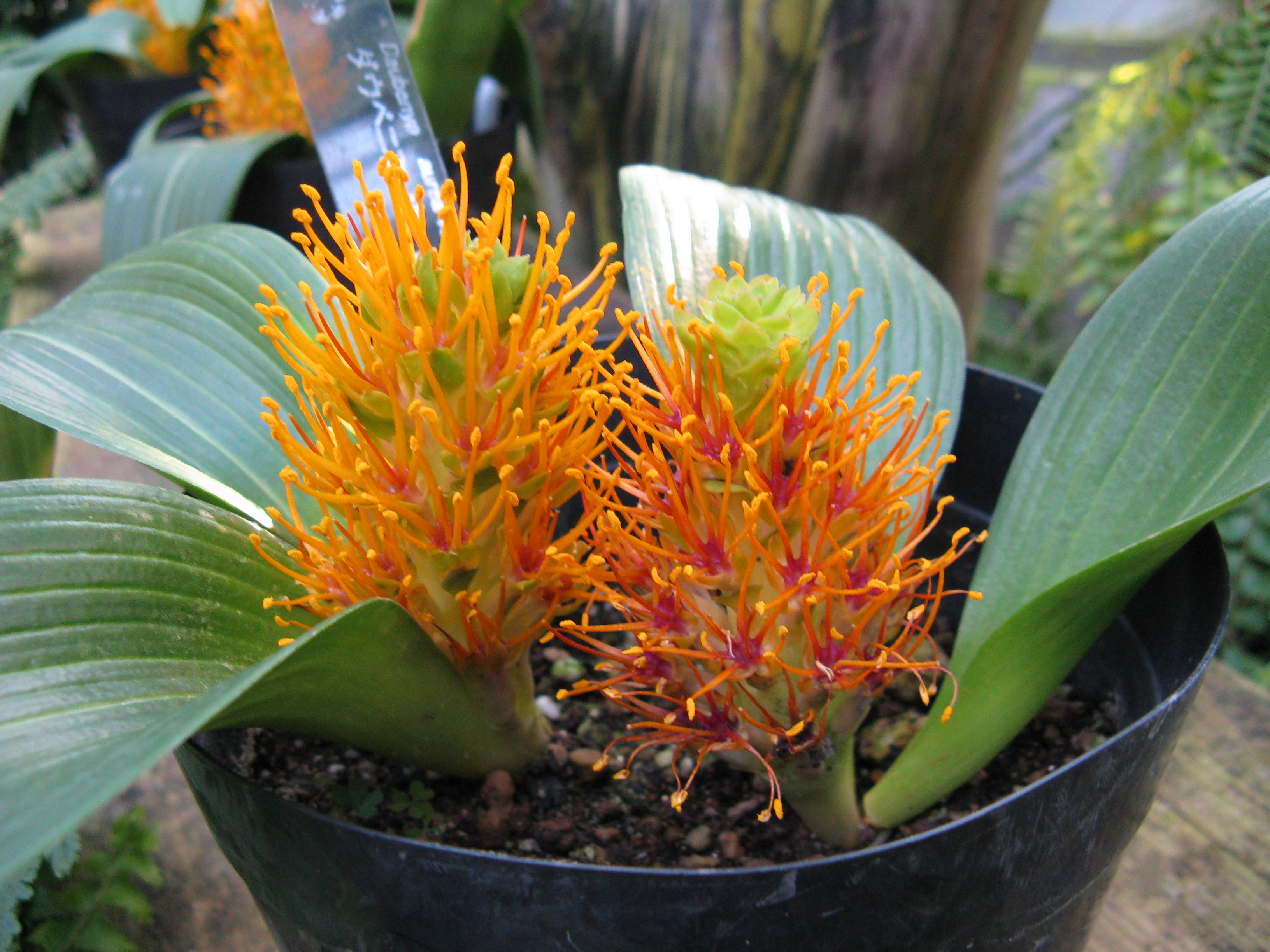